# Lancelot Oduwa Imasuen
Lancelot Oduwa Imasuen (Benin City, 20 giugno 1971) è un regista e produttore cinematografico nigeriano.

## Carriera
Imasuen ha lavorato nell'industria cinematografica a partire dal 1995, principalmente come regista e produttore cinematografico.
I suoi film esplorano gli aspetti più crudi e meno conosciuti dell'Africa, quali tribalismo, stregoneria, crimine, povertà, religione e credenze folkloristiche.
Nel 2008 ha partecipato al documentario Nollywood Babylon, che l'ha seguito durante le riprese del suo centocinquantasettesimo film, Bent Arrows, poi uscito nel 2010 in direct-to-video.
Attualmente vive a Lagos.

## Filmografia parziale
- The Soul That Sinneth (1999)
- The Last Burial (2000)
- Private Sin (2003)
- Enslaved (2004)
- Moment of Truth (2005)
- Games Men Play (2006)
- Yahoo Millionaire (2007)
- Sister's Love (2008)
- Entanglement (2009)
- Home in Exile (2010)
- Bent Arrows (2010)
- Adesuwa (2012)
- Invasion 1897 (2014)
- The ABCs of Death 2 (2014)
- ATM (Authentic Tentative Marriage) (2016)
- WEDE (2020)
- Enakhe (2020)

## Riconoscimenti
- Best of Nollywood Awards
  - 2017 – Lifetime Achievement Award
  - 2020 – Candidatura per miglior regista dell'anno per WEDE[1]